# Pfarrkirche Graden

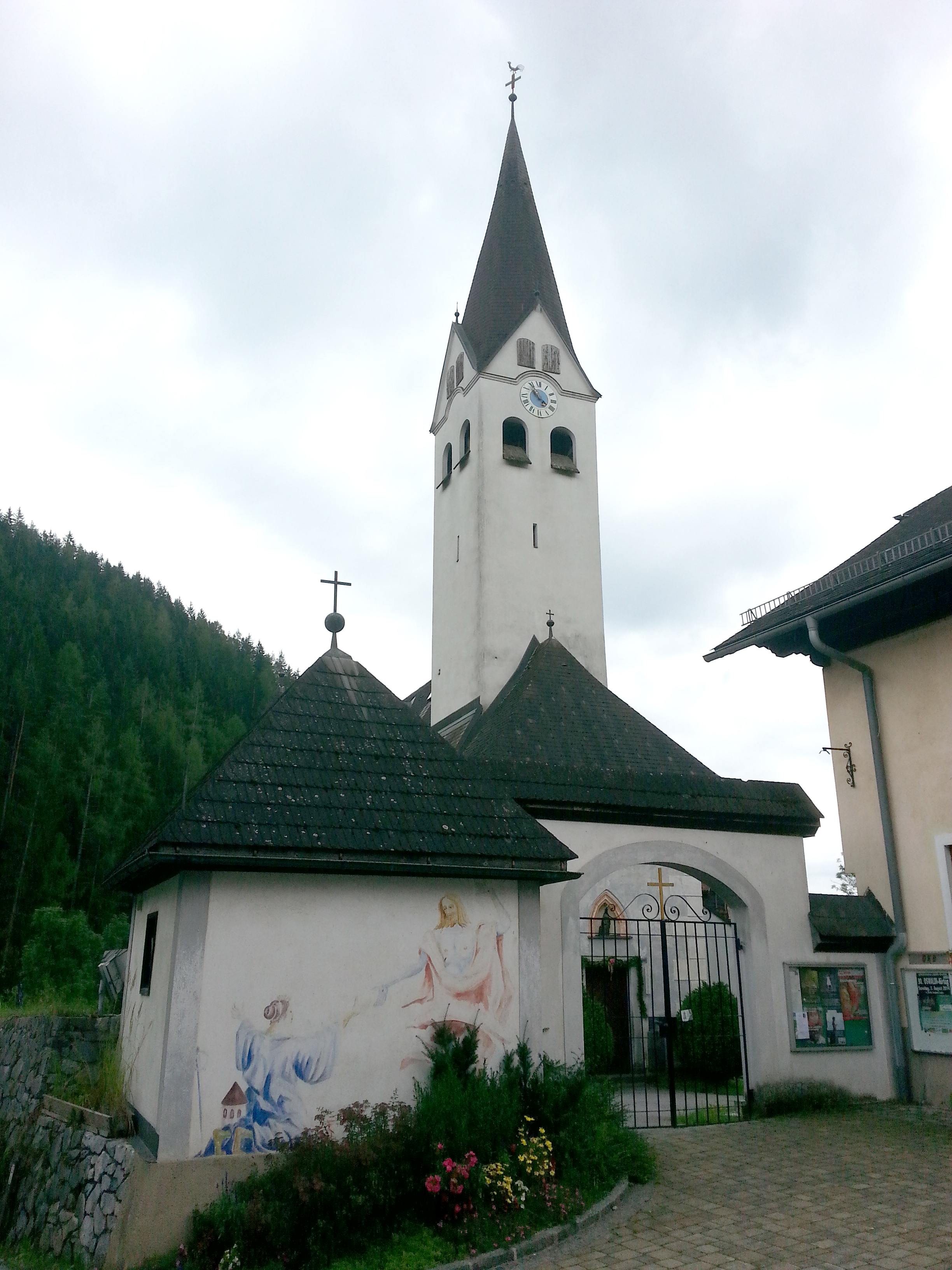
Pfarrkirche Graden von Osten, August 2014

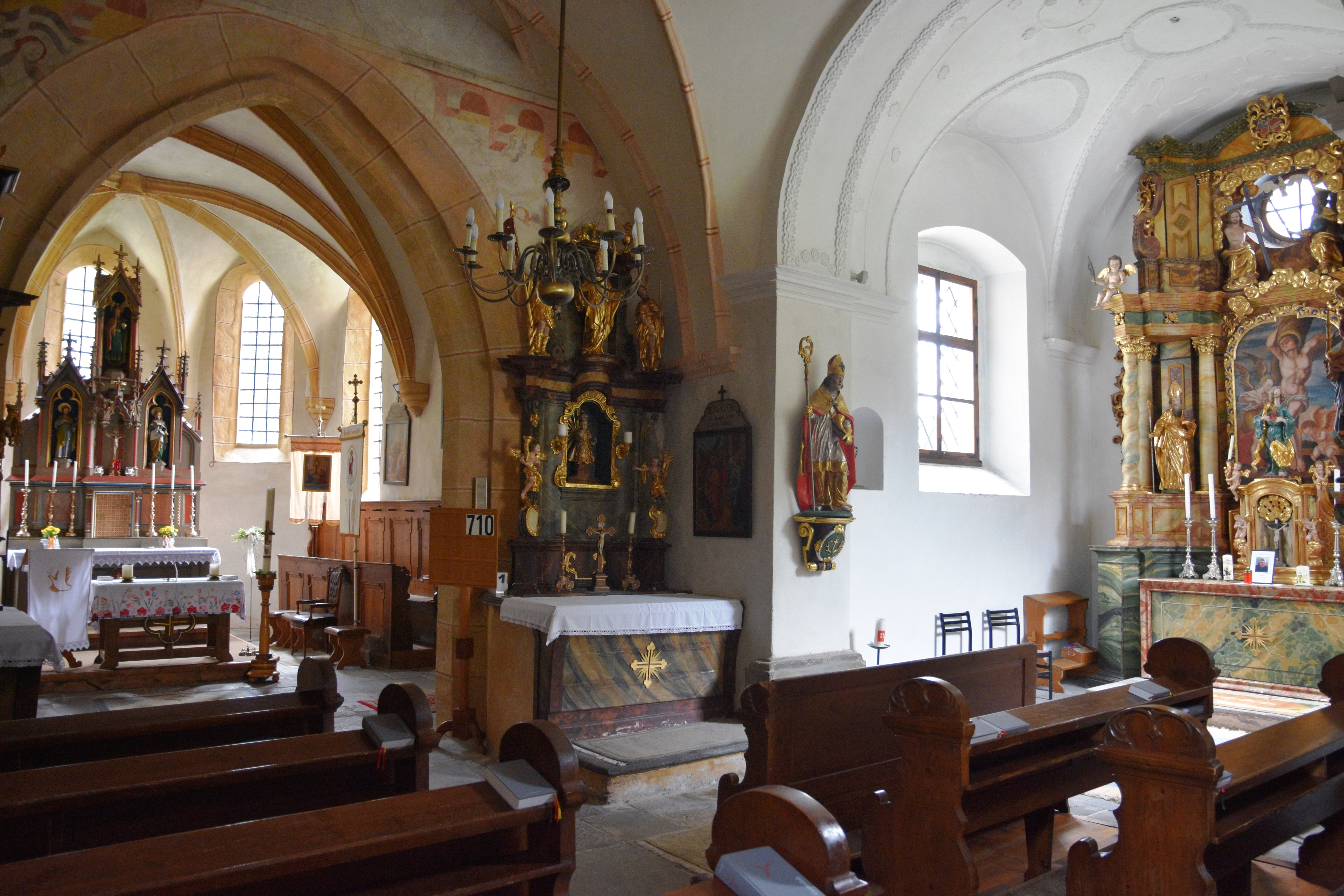
Der Innenraum der Kirche

Die Pfarrkirche Graden steht im Ort Graden in der Stadtgemeinde Köflach im Bezirk Voitsberg in der Steiermark. Die dem Heiligen Oswald geweihte römisch-katholische Pfarrkirche gehört zum Dekanat Voitsberg in der Diözese Graz-Seckau. Die Kirche und der Friedhof mit der Kriegergedächtniskapelle stehen unter Denkmalschutz.

## Geschichte
Graden wird 1220 in einer Urkunde als Pfarre im Hengistau genannt, was darauf schließen lässt, dass der Ort bereits damals über eine Kirche verfügte. Die Kirche selbst wurde erstmals 1400 und 1445 urkundlich erwähnt und war bis 1786 dem Stift St. Lambrecht inkorporiert. Der Chor des spätgotischen Kirchenbaus stammt aus der Zeit um 1460, das Langhaus wird in die Zeit um 1530 datiert. Bis in das 17. Jahrhundert war die Kirche eine Filiale der Pfarrkirche Köflach. Das Kirchengebäude wurde im 18. Jahrhundert erweitert. In den Jahren 1979 und 1980 fanden Restaurierungsarbeiten statt.

## Architektur
Die Kirche wird von einem Friedhof mit einer Mauer umgeben. Der Kirchturm ist im westlichen Joch eingestellt und hat einen Spitzhelm. An der Außenmauer des Chores befinden sich abgetreppte Strebepfeiler. An der Kirchhofmauer befindet sich eine Kriegergedächtniskapelle mit Fresken von Franz Weiss.
Das vierjochige Langhaus wird von einem Kreuzrippengewölbe überspannt. Der einjochige Chor ist gleich breit wie das Langhaus und hat einen Fünfachtelschluss. Er wird ebenfalls von einem Kreuzrippengewölbe überwölbt, welches auf Konsolen ruht, die teilweise mit primitiven Köpfen verziert sind. Der spitzbogige Fronbogen ist stark eingeschnürt. Westlich des Langhauses befindet sich eine Vorhalle. An der südlichen Mauer des Langhauses wurde im 17. Jahrhundert die kreuzgewölbte Sebastianskapelle angebaut. Angebaut an die nördliche Langhausmauer befindet sich die heutige Sakristei. Die alte Sakristei liegt nördlich des Chores.
Der Deckenstuck in der Kapelle ist mit Ornamentleisten und primitiven Weinranken verziert. Im Chor befindet sich ein spätgotisches Sakramentshäuschen mit Kielbogen, Kreuzblume und Fialen.

## Ausstattung
Auf dem neugotischen Hochaltar stehen mehrere von Jakob Gschiel im Jahr 1879 gefertigte Statuen. Die beiden Seitenaltäre stammen aus der Mitte des 18. Jahrhunderts. Die Statuen auf dem Marienaltar wurden um 1700 geschaffen. Der Altar in der Sebastianskapelle wurde 1716 errichtet. Die Kanzel stammt aus Köflach und wurde Ende des 17. Jahrhunderts aufgestellt. An ihrer Brüstung befinden sich Darstellungen der vier Evangelisten. In der Vorhalle steht ein Taufstein mit hölzernem Aufbau aus dem beginnenden 18. Jahrhundert. Die barocken Kreuzwegbilder sind teilweise übermalt.